# Gerson (football, 1997)
Pour les articles homonymes, voir Gerson.
Gerson Santos da Silva, plus connu comme Gerson, né le 20 mai 1997 à Belford Roxo, est un footballeur international brésilien qui joue au poste de milieu de terrain au Zénith Saint-Pétersbourg.

## Biographie

### Jeunesse et débuts au Brésil
Né à Belford Roxo, Gerson Santos da Silva commence le football avec son père, jouant dans un champ près de la maison familiale. À l'âge de sept ans, il est invité à signer un contrat jeune à Flamengo, un club qu'il soutient étant enfant. Les deux parties étaient d'accord, mais en raison du fait que son père, Marcos Antônio, travaille au fisc fédéral et ne peut emmener son fils à l'école, et Flamengo refuse d'aider aux frais de transport, Gerson ne peut donc signer pour le club.

### Carrière en club

#### Fluminense (2005-2016)
Fluminense montre aussitôt de l'intérêt pour le joueur et est prêt à payer les frais de transport. À Fluminense, Gerson débute comme joueur de futsal à l'âge de 7 ans, jusqu'à ce qu'il passe professionnel. Avant même de faire ses débuts dans l'équipe première, il est constamment appelé par l'entraîneur Alexandre Gallo pour jouer pour l'équipe brésilienne des moins de 20 ans, jouant avec le numéro 10.
Traité comme un bijou par le club, il suscite l'intérêt de grands clubs européens comme la Juventus Turin.
Gerson se fait remarquer grâce à ses tirs lointains et la précision de ses passes en profondeur. Les observateurs comparent son style de jeu à celui du Français Paul Pogba, jusqu'au point d'être surnommé le « Pogba brésilien ».
Il intègre le groupe professionnel en 2014, lorsqu'il est inscrit sur la liste des 22 joueurs participant à la Copa Sudamericana 2014. Le 12 novembre 2014, il signe un contrat de cinq ans.

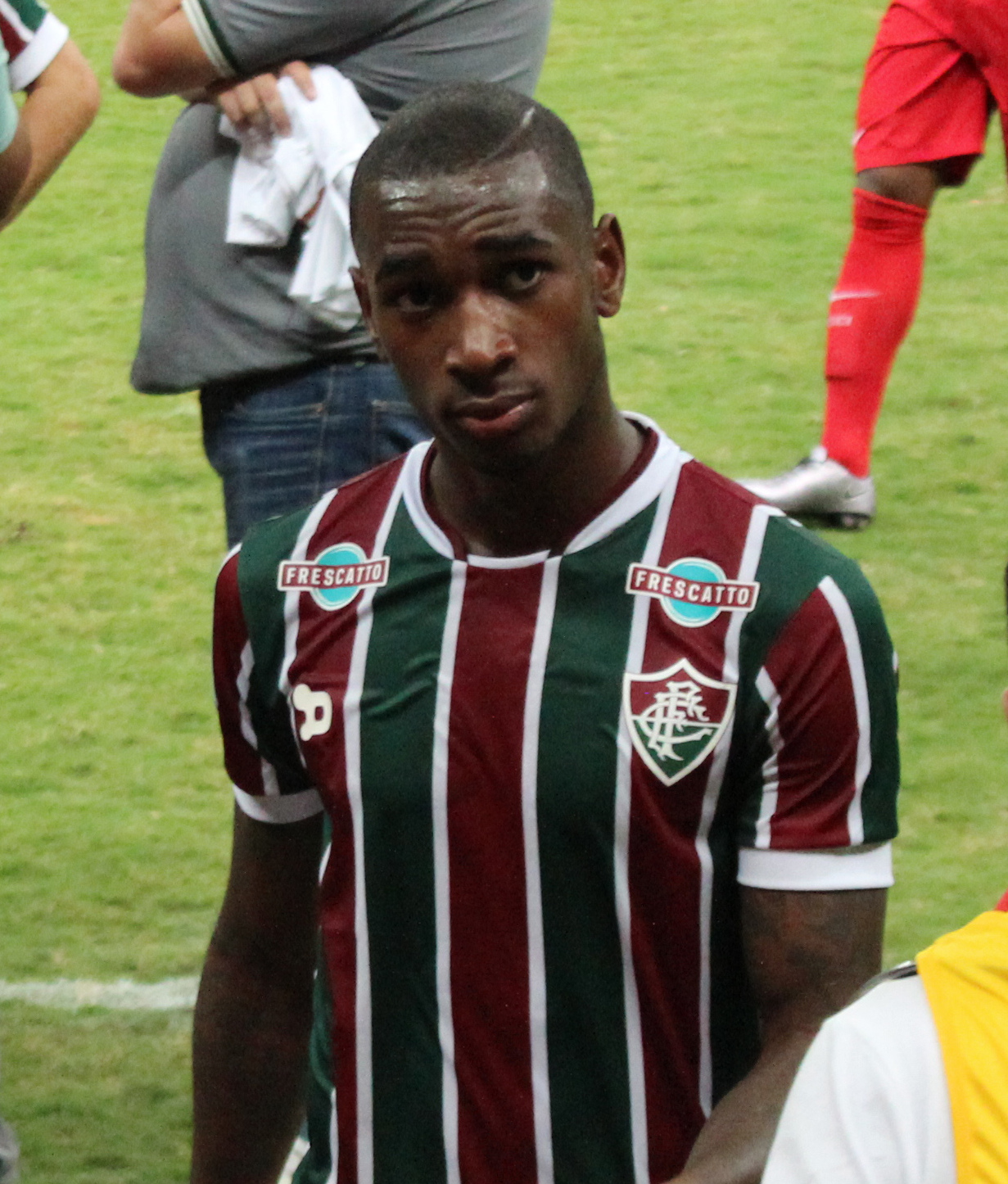
Gerson avec Fluminense en 2016.

Il fait ses débuts en équipe première le 9 février 2015 dans le Campeonato Carioca contre le CR Vasco da Gama,. Il marque son premier but en professionnel le 8 mars 2015, inscrivant le deuxième but d'une victoire par trois buts à un à domicile contre Botafogo. Il joue douze matchs dans cette compétition, marquant à quatre reprises. Gerson fait ses débuts en Série A, le championnat national, le 9 mai 2015, en étant titulaire lors de la victoire un but à zéro contre Joinville ES et marque son premier but en Série A lors d'une victoire trois buts à deux contre Flamengo. Ses bonnes performances suscitent l'intérêt des grands clubs européens, tels que le FC Barcelone ou la Juventus.
Il remporte son premier trophée le 20 avril 2016, avec une victoire en finale de la Primeira Liga do Brasil (pt) contre le Club Athletico Paranaense.

#### AS Rome (2016-2018)
Alors qu'un accord est trouvé entre Fluminense et le FC Barcelone pour une option préférentielle de transfert sur Gerson et que son père assure qu'il rejoindra le Barça en janvier 2016, l'AS Rome surenchérit auprès de Fluminense à l'été 2015 avec une proposition à 17 millions d'euros, acceptée par le club brésilien. Gerson rejoint le club italien l'été suivant, en juillet 2016.
Il joue ses premiers matchs sous ses nouvelles couleurs lors du match retour de barrage en Ligue des champions contre le FC Porto puis en Ligue Europa où il joue les six matchs des phases de poules. Il connaît sa première titularisation en Serie A contre le Pescara Calcio le 27 novembre 2016 à l'âge de 19 ans. Il ne joue que très peu lors de sa première saison, prenant part à seulement onze matchs toutes compétitions confondues.
Il est de plus en plus aligné l'année suivante avec l'arrivée de l'entraîneur Eusebio Di Francesco, étant notamment titulaire en Ligue des champions, il joue sur le couloir droit ou à droite d'un milieu en losange. Il marque ses deux premiers buts lors d'une victoire quatre buts à deux contre la Fiorentina. Pour sa seconde saison au club, il prend part à trente-et-une rencontres toutes compétitions confondues pour deux buts.

#### ACF Fiorentina (2018-2019)
Le 20 juillet 2018, il est prêté sans option d'achat pour une saison à la Fiorentina,, où il débute de la meilleure des façons marquant dès son premier match contre le Chievo Verone avant d'offrir une passe décisive à Federico Chiesa pour une victoire six buts à un. Lors du match retour contre l'AS Roma a qui il appartient encore, il marque le second but de son équipe à Rome, match nul deux partout. L'équipe atteint la demi-finale de Coupe d'Italie mais s'incline d'un but à l'Atalanta Bergame après un match nul trois buts partout à l'aller. Il réalise une saison pleine avec quarante matchs joués pour trois buts.

#### CR Flamengo (2019-2021)
Le 12 juillet 2019, Gerson s'engage avec Flamengo pour un contrat de quatre ans, il s'agit du transfert le plus cher d'un Brésilien dans ce championnat. Titulaire indiscutable au poste de milieu central, il joue plus d'une centaine de matchs en trois saisons et fait le plein de trophée. Il remporte notamment la Copa Libertadores 2019 et le championnat du Brésil à deux reprises en 2019 et 2020. Il remporte également la Recopa Sudamericana en 2020, la Supercoupe du Brésil en 2020 et 2021 et le Championnat Carioca en 2020 et 2021. Il est également finaliste de la Coupe du monde des clubs en 2019 où ils s'inclinent un but à zéro en prolongation contre Liverpool.

#### Olympique de Marseille (2021-2023)
Le 9 juin 2021, Flamengo et l'Olympique de Marseille annoncent un accord de principe entre les deux clubs pour le transfert de Gerson. Le 1er juillet 2021, il signe officiellement un contrat de cinq ans à l’Olympique de Marseille. Titulaire dès la première journée puis passeur décisif pour l'ouverture du score de Cengiz Ünder contre les Girondins de Bordeaux, il marque son premier but sous les couleurs olympiennes le 28 août 2021 au stade Vélodrome lors d'une victoire trois buts à un contre l'AS Saint-Étienne.
En difficulté en début de saison, Gerson finit par s'imposer comme un titulaire induscutable au sein de l'effectif marseillais.

### Carrière internationale
Gerson fait partie de l'équipe du Brésil qui participe au championnat sud-américain des moins de 20 ans en 2015. Il dispute l'intégralité des matchs du tournoi. Le Brésil se classe quatrième de la compétition.
En août 2021, Gerson est convoqué en équipe de Brésil dans le cadre des éliminatoires de la Coupe du monde 2022, profitant de nombreux forfaits dus au blocage par plusieurs clubs européens de joueurs à cause de la situation de la pandémie de Covid-19 en Amérique du Sud. Il honore sa première sélection le 2 septembre contre le Chili en remplaçant Bruno Guimarães au début de la seconde mi-temps, victoire un but à zéro.

## Statistiques
| Saison                | Club                     | Championnat           | Championnat | Championnat | Championnat | Coupe(s) nationale(s) | Coupe(s) nationale(s) | Coupe(s) nationale(s) | Supercoupe | Supercoupe | Supercoupe | Compétition(s) continentale(s) | Compétition(s) continentale(s) | Compétition(s) continentale(s) | Compétition(s) continentale(s) | Recopa | Recopa | Recopa | Coupe du monde des clubs | Coupe du monde des clubs | Coupe du monde des clubs | Ligue d’Ete | Ligue d’Ete | Ligue d’Ete | Total | Total | Total |
| Saison                | Club                     | Division              | M.          | B.          | P.d.        | M.                    | B.                    | P.d.                  | M.         | B.         | P.d.       | Comp.                          | M.                             | B.                             | P.d.                           | M.     | B.     | P.d.   | M.                       | B.                       | P.d.                     | M.          | B.          | P.d.        | M.    | B.    | P.d.  |
| 2015                  | Fluminense FC            | Série A               | 29          | 1           | 2           | 4                     | 0                     | 0                     | -          | -          | -          | -                              | -                              | -                              | -                              | -      | -      | -      | -                        | -                        | -                        | 12          | 4           | 0           | 45    | 5     | 2     |
| 2016                  | Fluminense FC            | Série A               | 2           | 0           | 0           | 3                     | 1                     | 0                     | -          | -          | -          | -                              | -                              | -                              | -                              | -      | -      | -      | -                        | -                        | -                        | 13          | 2           | 0           | 18    | 3     | 0     |
| Sous-total            | Sous-total               | Sous-total            | 31          | 1           | 0           | 7                     | 1                     | 0                     | -          | -          | -          | -                              | -                              | -                              | -                              | -      | -      | -      | -                        | -                        | -                        | 25          | 6           | 0           | 63    | 8     | 0     |
| 2016-2017             | AS Roma                  | Série A               | 4           | 0           | 0           | 0                     | 0                     | 0                     | -          | -          | -          | C1+C3                          | 1+6                            | 0+0                            | 0+1                            | -      | -      | -      | -                        | -                        | -                        | -           | -           | -           | 11    | 0     | 1     |
| 2017-2018             | AS Roma                  | Série A               | 24          | 2           | 1           | 1                     | 0                     | 0                     | -          | -          | -          | C1                             | 6                              | 0                              | 0                              | -      | -      | -      | -                        | -                        | -                        | -           | -           | -           | 31    | 2     | 1     |
| Sous-total            | Sous-total               | Sous-total            | 28          | 2           | 1           | 1                     | 0                     | 0                     | -          | -          | -          | -                              | 13                             | 0                              | 1                              | -      | -      | -      | -                        | -                        | -                        | -           | -           | -           | 42    | 2     | 2     |
| 2018-2019             | ACF Fiorentina (prêt)    | Série A               | 36          | 3           | 3           | 4                     | 0                     | 1                     | -          | -          | -          | -                              | -                              | -                              | -                              | -      | -      | -      | -                        | -                        | -                        | -           | -           | -           | 40    | 3     | 4     |
| 2019                  | CR Flamengo              | Série A               | 27          | 2           | 3           | -                     | -                     | -                     | -          | -          | -          | CL                             | 7                              | 0                              | 1                              | -      | -      | -      | 2                        | 0                        | 0                        | -           | -           | -           | 36    | 2     | 4     |
| 2020                  | CR Flamengo              | Série A               | 34          | 1           | 3           | 3                     | 0                     | 0                     | 1          | 0          | 0          | CL                             | 7                              | 0                              | 1                              | 2      | 2      | 0      | -                        | -                        | -                        | 10          | 1           | 0           | 57    | 4     | 4     |
| 2021                  | CR Flamengo              | Série A               | 4           | 0           | 0           | 1                     | 0                     | 1                     | 1          | 0          | 0          | CL                             | 4                              | 0                              | 1                              | -      | -      | -      | -                        | -                        | -                        | 6           | 1           | 0           | 16    | 1     | 2     |
| Sous-total            | Sous-total               | Sous-total            | 65          | 3           | 6           | 4                     | 0                     | 1                     | 2          | 0          | 0          | -                              | 18                             | 0                              | 3                              | 2      | 2      | 0      | 2                        | 0                        | 0                        | 16          | 2           | 0           | 109   | 7     | 10    |
| 2021-2022             | Olympique de Marseille   | Ligue 1               | 35          | 9           | 5           | 3                     | 0                     | 2                     | -          | -          | -          | C3+C4                          | 4+6                            | 0+2                            | 0+1                            | -      | -      | -      | -                        | -                        | -                        | -           | -           | -           | 48    | 11    | 8     |
| 2022-2023             | Olympique de Marseille   | Ligue 1               | 10          | 2           | 0           | -                     | -                     | -                     | -          | -          | -          | C1                             | 3                              | 0                              | 0                              | -      | -      | -      | -                        | -                        | -                        | -           | -           | -           | 13    | 2     | 0     |
| Sous-total            | Sous-total               | Sous-total            | 45          | 11          | 5           | 3                     | 0                     | 2                     | -          | -          | -          | -                              | 13                             | 2                              | 1                              | -      | -      | -      | -                        | -                        | -                        | -           | -           | -           | 61    | 13    | 8     |
| 2023                  | CR Flamengo              | Série A               | 32          | 5           | 8           | 9                     | 1                     | 1                     | 1          | 0          | 0          | RS+CL                          | 1+6                            | 0+0                            | 0+1                            | -      | -      | -      | 1                        | 0                        | 0                        | 10          | 0           | 1           | 60    | 6     | 11    |
| 2024                  | CR Flamengo              | Série A               | 32          | 3           | 6           | 10                    | 0                     | 0                     | -          | -          | -          | CL                             | 8                              | 1                              | 1                              | -      | -      | -      | -                        | -                        | -                        | 6           | 0           | 1           | 56    | 4     | 8     |
| 2025                  | CR Flamengo              | Série A               | 9           | 0           | 2           | 2                     | 0                     | 0                     | 1          | 0          | 0          | CL                             | 5                              | 0                              | 1                              | -      | -      | -      | 3                        | 1                        | 0                        | 8           | 1           | 1           | 28    | 2     | 4     |
| Sous-total            | Sous-total               | Sous-total            | 73          | 8           | 16          | 21                    | 1                     | 1                     | 2          | 0          | 0          | -                              | 20                             | 1                              | 3                              | -      | -      | -      | 4                        | 1                        | 0                        | 24          | 1           | 3           | 144   | 12    | 23    |
| 2025                  | Zénith Saint-Pétersbourg | Premier Liga          | 3           | 0           | -           | -                     | -                     | -                     | -          | -          | -          | -                              | -                              | -                              | -                              | -      | -      | -      | -                        | -                        | -                        | -           | -           | -           | 3     | 0     | 0     |
| Total sur la carrière | Total sur la carrière    | Total sur la carrière | 281         | 28          | 33          | 40                    | 2                     | 5                     | 4          | 0          | 0          | -                              | 64                             | 5                              | 8                              | 2      | 2      | 0      | 6                        | 1                        | 0                        | 65          | 9           | 3           | 462   | 47    | 49    |

### En sélection nationale
| Saison                | Sélection             | Phases finales        | Phases finales | Phases finales | Phases finales | Éliminatoires CDM | Éliminatoires CDM | Éliminatoires CDM | Matchs amicaux | Matchs amicaux | Matchs amicaux | Total | Total | Total |
| Saison                | Sélection             | Compétition           | M              | B              | Pd             | M                 | B                 | Pd                | M              | B              | Pd             | M     | B     | Pd    |
| --------------------- | --------------------- | --------------------- | -------------- | -------------- | -------------- | ----------------- | ----------------- | ----------------- | -------------- | -------------- | -------------- | ----- | ----- | ----- |
| 2021-2022             | Brésil                | -                     | -              | -              | -              | 4                 | 0                 | 0                 | -              | -              | -              | 4     | 0     | 0     |
| 2023-2024             | Brésil                | -                     | -              | -              | -              | 1                 | 0                 | 0                 | -              | -              | -              | 1     | 0     | 0     |
| 2024-2025             | Brésil                | -                     | -              | -              | -              | 9                 | 1                 | 0                 | -              | -              | -              | 9     | 1     | 0     |
| Total sur la carrière | Total sur la carrière | Total sur la carrière | -              | -              | -              | 14                | 1                 | 0                 | -              | -              | -              | 14    | 1     | 0     |

### Liste des matchs internationaux
| Matchs internationaux de Gerson | Matchs internationaux de Gerson | Matchs internationaux de Gerson                         | Matchs internationaux de Gerson | Matchs internationaux de Gerson | Matchs internationaux de Gerson | Matchs internationaux de Gerson                                    |
|                                 | Date                            | Lie u                                                   | Adversaire                      | Résultat                        | Compétition                     | Notes                                                              |
| ------------------------------- | ------------------------------- | ------------------------------------------------------- | ------------------------------- | ------------------------------- | ------------------------------- | ------------------------------------------------------------------ |
| 1.                              | 2 septembre 2021                | Estadio Monumental, Colo-Colo, Chili                    | Chili                           | 0 - 1                           | Qualification mondial 2022      | Entre en jeu à la place de Bruno Guimarães à la 46e minute de jeu. |
| 2.                              | 9 septembre 2021                | Itaipava Arena Pernambuco, São Lourenço da Mata, Brésil | Pérou                           | 2 - 0                           | Qualification mondial 2022      | Titulaire et remplacé par Edenílson à la 84e minute de jeu.        |
| 3.                              | 8 octobre 2021                  | Estadio Olímpico, Caracas, Venezuela                    | Venezuela                       | 1 - 3                           | Qualification mondial 2022      | Titulaire.                                                         |
| 4.                              | 17 novembre 2021                | Stade du bicentenaire, San Juan, Argentine              | Argentine                       | 0 - 0                           | Qualification mondial 2022      | Entre en jeu à la place de Lucas Paquetá à la 79e minute de jeu.   |

## Palmarès
| Fluminense FC (1)                                    | AS Rome                                          | Flamengo (16) | Olympique de Marseille                            |
| ---------------------------------------------------- | ------------------------------------------------ | --- | ------------------------------------------------- |
| - Primeira Liga do Brasil (pt) : - Vainqueur en 2016 | - Championnat d'Italie : - Vice-champion en 2017 | - Copa Libertadores : - Vainqueur en 2019 - Championnat du Brésil : - Champion en 2019 et 2020 - Coupe du Brésil - Vainqueur en 2024 - Finaliste en 2023 - Recopa Sudamericana : - Vainqueur en 2020 - Finaliste en 2023 - Coupe du monde des clubs : - Finaliste en 2019 - Supercoupe du Brésil : - Vainqueur en 2020, 2021 et 2025 - Finaliste en 2023 - Championnat Carioca : - Champion en 2020, 2021, 2024 et 2025 - Vice-champion en 2023 - Coupe Guanabara : - Vainqueur en 2020, 2021, 2024 et 2025 | - Championnat de France : - Vice-champion en 2022 |

### Distinctions individuelles
- Prêmio Craque do Brasileirão : Nommé dans l'équipe-type du championnat du Brésil en 2019 et 2020
- Bola de Prata : Nommé dans l'équipe-type en 2019 et 2020